# Greg Gianforte

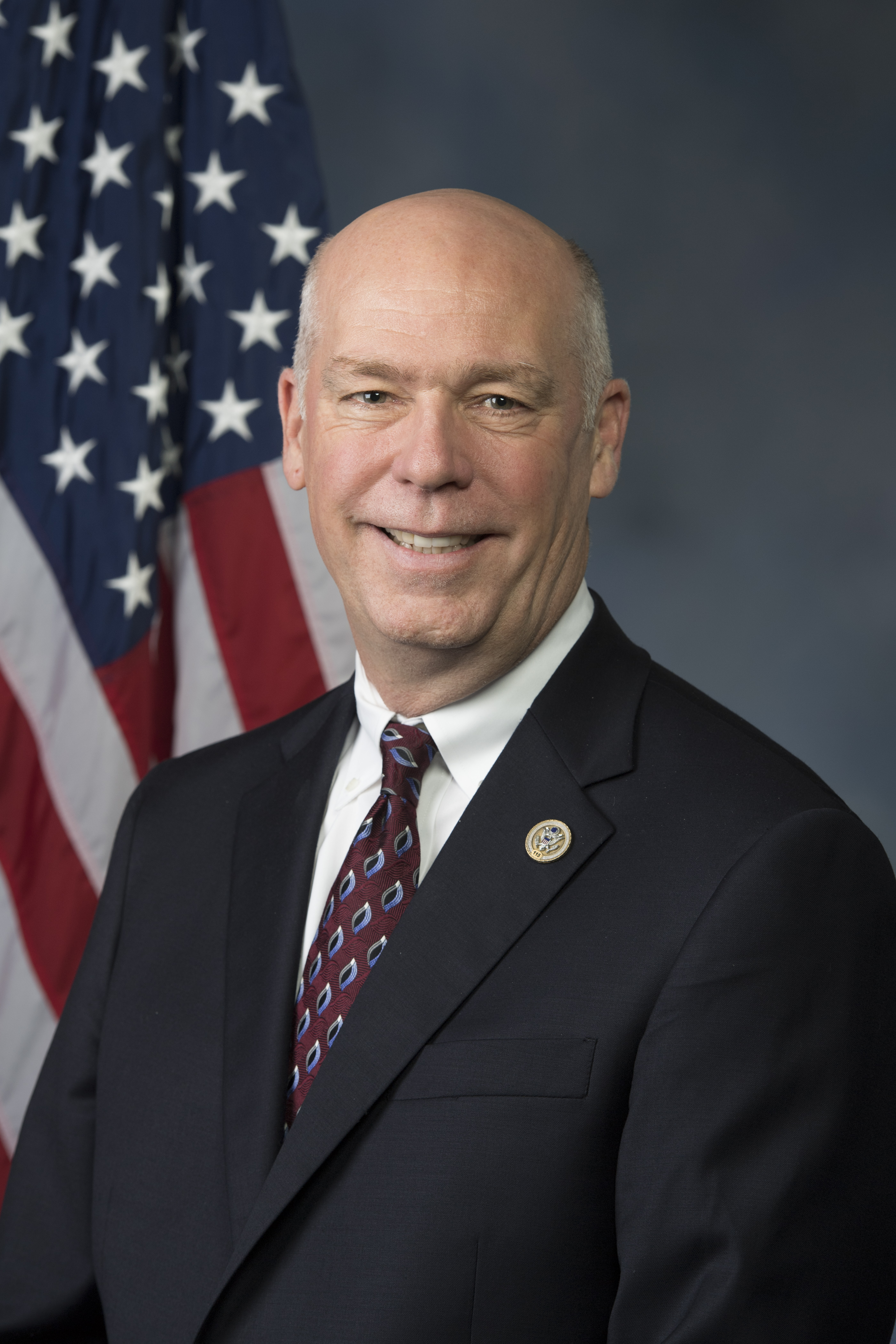
Greg Gianforte (2017)

Gregory Richard „Greg“ Gianforte (* 17. April 1961 in San Diego, Kalifornien) ist ein US-amerikanischer Politiker der Republikanischen Partei. Seit dem 4. Januar 2021 ist Gianforte Gouverneur von Montana.

## Leben
Greg Gianforte, geboren im kalifornischen San Diego als Sohn von Frank und Dale Gianforte, wuchs in King of Prussia, einem Vorort von Philadelphia im US-Bundesstaat Pennsylvania heran. Hier schloss er im Jahr 1979 die High School ab. Im Anschluss daran wechselte er ans Stevens Institute of Technology in Hoboken, New Jersey. Hier erlangte er 1983 einen Bachelor als Elektroingenieur und einen Master in EDV.
1986 war Gianforte Mitbegründer von Brightwork Development Inc., einer Softwarefirma, die er 1994 für 10 Millionen US-Dollar an McAfee verkaufte. Mitte der 1990er Jahre zog er nach Montana, wo er in Bozeman RightNow Technologies gründete, ein Unternehmen mit zuletzt 1000 Mitarbeitern.
2016 kandidierte Gianforte für das Amt des Gouverneurs von Montana, unterlag jedoch dem demokratischen Amtsinhaber Steve Bullock, der auf 50,2 Prozent der Stimmen kam; Gianforte lediglich 46,4 Prozent.
2017, nachdem Ryan Zinke im Kabinett von US-Präsident Donald Trump zum Innenminister der Vereinigten Staaten vereidigt wurde, kandidierte Gianforte für dessen nun vakanten Sitz im Kongress. Er konnte den Demokraten Rob Quist auf den zweiten Platz verweisen. Am Vortag der Wahl kam es zu einem Zwischenfall, als Gianforte einen Reporter von The Guardian, von dessen Fragen er sich belästigt fühlte, gewaltsam zu Boden warf und dabei dessen Brille zerstörte. Der Vorfall führte dazu, dass mehrere Zeitungen in Montana ihre Wahlempfehlungen für Gianforte zurückzogen. Am Tag nach seinem Wahlsieg bat Gianforte um Entschuldigung.
Greg Gianforte ist seit 1989 verheiratet. Mit seiner Frau Susan hat er vier gemeinsame Kinder, drei Söhne und eine Tochter. Gianforte vertritt sehr konservative und umstrittene Thesen und ist Anhänger des Junge-Erde-Kreationismus. Er unterstützt das Glendive Dinosaur and Fossil Museum in Glendive, welches Besuchern vermittelt, die Evolutionstheorie wäre falsch. Seine Kandidatur für den Kongress wurde von der Waffen-Lobby unterstützt.
Bei den Gouverneurswahlen in Montana des Jahres 2020 bewarb sich Gianforte erneut in der Vorwahl der Republikanischen Partei und damit um die Nachfolge des scheidenden demokratischen Gouverneurs Steve Bullock. Er gewann die Wahl gegen den amtierenden Vizegouverneur Mike Cooney von den Demokraten.